# Fenner Brockway

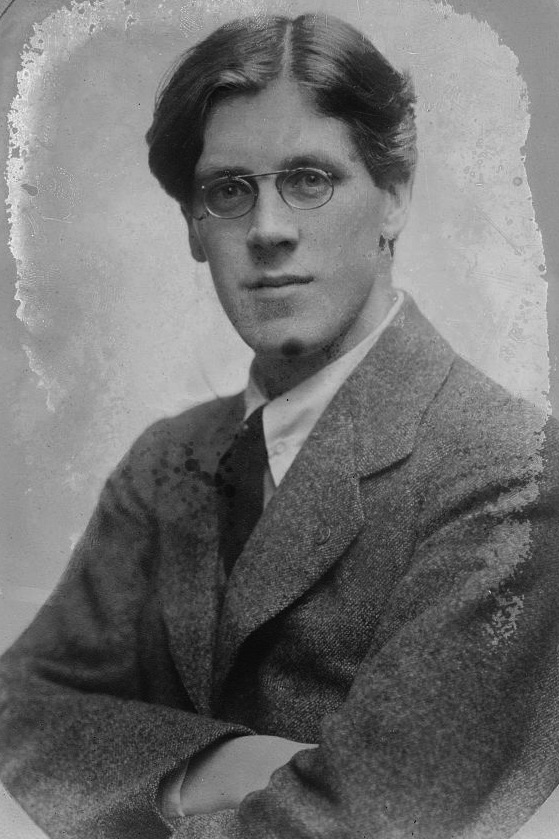
Ritratto di Fenner Brockway, pacifista e politico britannico.

Archibald Fenner Brockway (Calcutta, 1º novembre 1888 – 28 aprile 1988) è stato un politico e attivista britannico.

## Gioventù e Carriera
Brockway nasce nella Calcutta britannica, da W.G. Brockway ed Elizabeth Abbey, missionari cristiani che lavoravano in India. Mentre frequenta la scuola "Sons of Missionaries", allora situata a Blackheath, Londra (ora Eltham College) dal 1897 al 1905, sviluppa un interesse per la politica. Intorno al 1908 diventa vegetariano.
Dopo aver completato gli studi, lavora come giornalista per svariate riviste, tra cui The Quiver, The Daily Newsed, Christian Commonwealth. Nel 1907 si iscrive al Partito Laburista Indipendente (ILP) e diventa un ospite regolare della società Fabiana. Viene nominato editore del giornale Labour Leader, il giornale dell'ILP, in seguito rinominato New Leader, e a partire dal 1913 diventa un pacifista ed attivista. Il 12 Novembre 1914 si appella a tutti gli uomini di età idonea all'inserimento nei ranghi dell'esercito, invitandoli invece a prendere parte alla No-Conscription Fellowship (Compagnia di Non-Coscrizione) per opporsi all'introduzione del servizio obbligatorio nell'esercito. Nel 1915, gli uffici del giornale Labour Leader subiscono un'incursione da parte delle forze dell'ordine che accusano Brockway di aver pubblicato discorsi eversivi. Dopo essersi dichiarato non colpevole, viene assolto dalla corte. Racconterà in seguito di essersi divertito moltissimo a demolire l'accusa.
Nel luglio del 1916 viene nuovamente arrestato, questa volta per la distribuzione di volantini anti-coscrizione; viene multato e, dopo essersi rifiutato di pagare la multa, viene incarcerato per due mesi nella prigione di Pentonville.
Poco dopo essere stato rilasciato, a novembre viene arrestato per la terza volta: come obiettore di coscienza gli era stato offerta l'esenzione dal servizio militare, a condizione di svolgere un lavoro di "rilevanza nazionale" per supportare lo sforzo bellico. Al suo rifiuto, viene sottoposto al giudizio della corte marziale per aver disobbedito agli ordini. Trattato come un traditore, viene incarcerato per una notte nella Torre di Londra, spostato in seguito in una segreta collocata al di sotto del Castello di Chester e infine nella prigione di Walton, a Liverpool. In prigione, viene condannato a sei mesi di lavori forzati e ad un trattamento a pane ed acqua.
Mentre si trova nella prigione di Liverpool, Brockway si occupa di un giornale non ufficiale, scritto su fogli di carta igienica chiamato Walton Leader, distribuito fra gli obiettori di coscienza che si trovavano nella prigione. Una volta rilasciato dalla prigione di Liverpool, Brockway rifiuta nuovamente di essere arruolato nell'esercito, venendo dunque condannato a due anni di lavori forzati nella prigione situata nel Castello di Chester, dove era stato già precedentemente recluso. Lì, insieme ad altri prigionieri, organizza una rivolta che dura dieci giorni. Spenta la rivolta viene trasferito nella prigione Lincoln, dove viene duramente punito e dove passerà del tempo in isolamento prima di essere rilasciato nel 1919.
Dopo il suo rilascio, Brockway diventa un membro attivo della Lega d'India, un'organizzazione sostenuta dall'avvocato ed editore V.K. Krishna Menon che promuoveva la piena indipendenza e l'autogoverno dell'India. Nel 1989 il governo indiano assegnerà a Brockway il terzo più alto riconoscimento civile della Repubblica, il Padma Bhushan.

## Attività politica (1923-35)
Nel 1923 Brockway diventa segretario del Partito Laburista Indipendente e successivamente assumerà la carica di Presidente. Nel 1926 è il primo presidente della War Resister's International, una rete internazionale di associazioni pacifiste e antimilitariste con sede a Londra. Manterrà tale carica fino al 1934. Nel 1927 farà parte della League Against Imperialism (Lega contro l'Imperialismo), un'organizzazione transnazionale creata a Bruxelles nel 1927 da 175 delegati provenienti da tutto il mondo, sia da paesi comunisti che da organizzazioni anti-coloniali e da attivisti di altri paesi. Nel 1929 viene eletto membro del Parlamento per l'est Leyton come candidato del Partito Laburista (Regno Unito). Le convinzioni di Brockway metteranno però in difficoltà il suo Partito. In Parlamento, verrà sospeso dal Presidente della Camera, per la richiesta dell'apertura di un dibattito sull'India.
Nel 1932 Brockway, con la maggioranza dei membri dell'ILP, affiliato al Partito Laburista dal 1906, romperà la sua alleanza con quest'ultimo. In soli tre anni l'ILP perderà il 75% dei suoi iscritti, e anche la fortuna elettorale di Brockway ne risentirà: nel 1934, alle elezioni di Upton, una divisione del West Ham, guadagnerà solo il 3,5% dei voti.
Nel 1934 Brockway scrive un libro sulla vendita di armi intitolato The Bloody Traffic. Secondo David Howell, il libro voleva rappresentare il tentativo di "articolare un socialismo distinto dal pragmatismo del Partito Laburista e dallo Stalinismo del Partito Comunista".
Nel 1935 pubblica un romanzo fantascientifico intitolato Purple Plague: A Tale of Love and Revolution. Nella trama, un transatlantico viene messo in quarantena per un decennio dopo lo scoppio di un'epidemia misteriosa. Emergerà da questa esperienza una nuova società egualitaria.

## Guerra civile Spagnola
Con l'avvento del fascismo in Spagna, Brockway comincia a credere che sia necessario combattere per preservare la pace a lungo termine. A dispetto dei suoi precedenti commenti pacifisti, si dimette dal War Resisters' International, spiegando che:      
"Se fossi in Spagna in questo momento, starei combattendo con i lavoratori contro le forze fasciste. Credo che sia giusto chiedere che anche i lavoratori vengano provvisti con armi che così facilmente vengono inviate dai poteri fascisti ai loro nemici. Apprezzo il comportamento dei pacifisti in Spagna che, mentre augurano successo e vittoria ai lavoratori, sentono che devono esprimere il loro supporto solo attraverso azioni di costruttivo servizio sociale. La difficoltà che ritrovo in questo tipo di reazione sta nel fatto che, dal mio punto di vista, chiunque desideri che i lavoratori trionfino non può astenersi dal compiere qualsiasi azione necessaria per fare in modo che quella vittoria avvenga".
Assiste al reclutamento di volontari britannici in partenza per la Spagna attraverso il contingente dell'ILP. Tra questi c'era anche Eric Blair (meglio conosciuto come George Orwell), di cui Brockway sosterrà la pubblicazione del libro Homage to Catalonia.
Malgrado il suo sostegno alla partecipazione inglese alla Seconda guerra mondiale, Brockway rimane Presidente del Consiglio Centrale per Obiettori di Coscienza fino alla fine della guerra, e manterrà tale posizione fino alla morte. Tenterà di farsi rieleggere in Parlamento, senza successo, contestando le elezioni dell'ILP durante il periodo di guerra, a Lancaster nel 1941 e nell'est Cardiff nel 1942.

## Dopo la Seconda Guerra Mondiale
Nel maggio 1946, Brockway visita come corrispondente di guerra le zone occupate dagli inglesi in Germania; incontra socialisti tedeschi e scrive resoconti sulle condizioni di vita sul campo di battaglia, che verranno pubblicati nel libro German Diary.
Negli anni successivi Brockway rientra nel Partito Laburista. Dopo le elezioni generali del 1950 torna nella Camera dei Comuni, dopo un'assenza di quasi vent'anni.
Nel 1951 viene creata l'organizzazione War on Want, che combatte la povertà globale, la disuguaglianza e l'ingiustizia, con Brockway nel ruolo di uno dei quattro fondatori. Supporta inoltra la fondazione del Congress of People Against Imperialism (1945), un'organizzazione con cui lavorerà a stretto contatto durante gli anni '50, sostenendo le proteste contro la risposta del governo coloniale alle rivolte dei Mau-Mau in Kenya. Dalla fine degli anni '50 Brockway propose regolarmente in Parlamento provvedimenti, mai approvati, per porre fine alla discriminazione razziale. Brockway cambierà invece nel tempo la sua posizione riguardo alle leggi sull'immigrazione, sostenendo la necessità di una loro restrizione.
Si opporrà fortemente all'utilizzo o al possesso di armi nucleari e diventerà membro fondatore della Campaign for Nuclear Disarmament (Campagna per il Disarmo Nucleare).

## Camera dei Lord
Brockway nelle elezioni del 1964 non riuscirà per poco ad essere eletto nella Camera dei comuni (Regno Unito), malgrado il successo del Partito Labourista. I suoi oppositori lo riterranno la causa principale dell'arrivo di immigrati dalle Indie dell'Ovest stanziati a Slough.

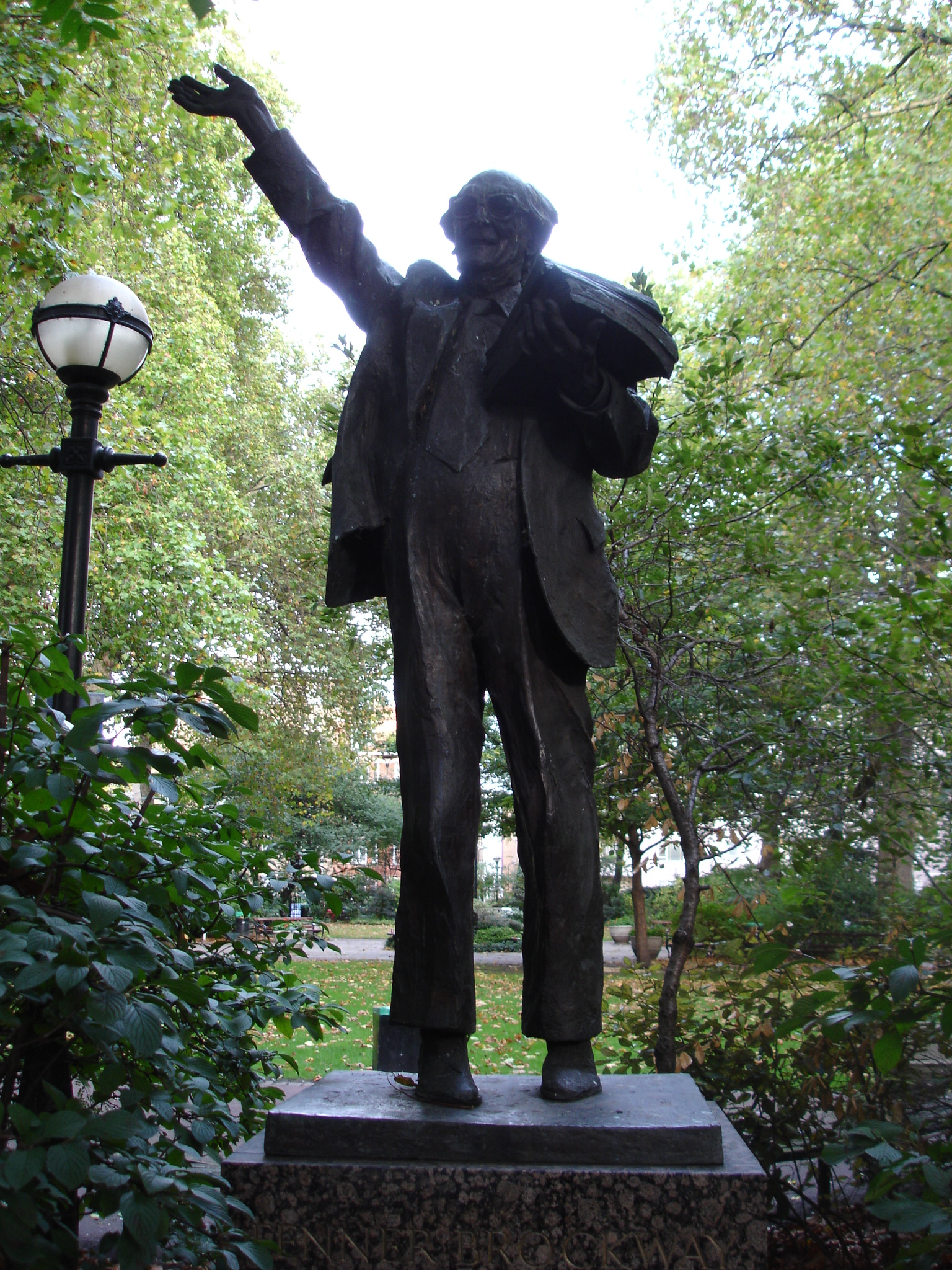
Statua di Fenner Brockway. Red Lion Square

Successivamente, accetterà il titolo a vita di Baron Brockway di Eton e Slough nella contea di Buckingham, prendendo così posto nella Camera dei lord.

## Ultimi anni
Brockway continua la sua campagna per la pace mondiale. Per molti anni rimane presidente del Movement for Colonial Freedom. Gli altri importanti ruoli da lui assunti includono la presidenza del British Council for Peace in Vietnam (Consiglio Britannico per la Pace nel Vietnam) e l'iscrizione all'Advisory Council per la British Human Association (Consiglio Consultivo per l'Associazione Umanitaria Britannica). La Campagna per il Disarmo Mondiale viene fondata da Brockway nel 1979 con Philip Noel-Baker, per lavorare all'implemento delle politiche riconosciute alla Sessione speciale Nazioni Unite per il disarmo.
Brockway muore il 28 Aprile 1988 all'età di 99 anni. Mancavano solo sei mesi al suo centenario.

## Saggi
Durante il periodo di reclusione Brockway conosce Stephen Henry Hobhouse, con il quale scrive il libro di denuncia del sistema carcerario inglese, English prisons to-day: being the report of the Prison system enquiry committee, favorendo l'avvio di una serie di riforme.
Fenner Brockway fu uno scrittore prolifico. Scrisse numerosi libri, articoli e opuscoli, ed una autobiografia in quattro volumi.

## Opere
- 1915 - The devil's business; a play and its justification
- 1915 - Is Britain blameless?
- 1916 - Socialism for pacifists
- 1918 - All about the I.L.P.
- 1919 - The recruit: a play in one act
- 1927 - A week in India
- 1928 - A new way with crime
- 1930 - The Indian crisis
- 1931 - Hands off the railmen's wages!
- 1932 - Hungry England
- 1934 - Will Roosevelt succeed? A study of Fascist tendencies in America
- 1934 - The bloody traffic
- 1935 - Purple Plague: A Tale of Love and Revolution
- 1938 - Pacifism and the left wing
- 1938 - Workers' Front
- 1940 - Socialism can defeat Nazism: together with Who were the friends of fascism,
- 1942 - The way out
- 1942 - Inside the left; thirty years of platform, press, prison and Parliament
- 1942 - The C.O. and the community
- 1944 - Death pays a dividend,
- 1946 - German diary
- 1946 - Socialism over sixty years: the life of Jowett of Bradford (1864–1944)
- 1949 - Bermondsey story; the life of Alfred Salter
- 1953 - Why Mau Mau?: an analysis and a remedy
- 1963 - Outside the right; a sequel to 'Inside the left.',
- 1963 - African socialism
- 1967 - This shrinking explosive world: a study of race relations
- 1973 - The colonial revolution
- 1977 - Towards tomorrow: the autobiography of Fenner Brockway
- 1980 - Britain's first socialists: the Levellers, Agitators, and Diggers of the English Revolution
- 1984 - Bombs in Hyde Park?
- 1986 - 98 not out